# Michael Bolton/Diskografie
Diese Diskografie ist eine Übersicht über die musikalischen Werke des US-amerikanischen Popmusikers Michael Bolton. Den Schallplattenauszeichnungen zufolge hat er bisher mehr als 39,5 Millionen Tonträger verkauft, davon alleine in seiner Heimat über 29,2 Millionen. Seine erfolgreichste Veröffentlichung ist das Album Time, Love and Tenderness mit über 10,2 Millionen verkauften Einheiten.

## Alben

### Studioalben
| Jahr | Titel                                                          | Höchstplatzierung, Gesamtwochen, AuszeichnungChartplatzierungen (Jahr, Titel, Platzierungen, Wochen, Auszeichnungen, Anmerkungen) | Höchstplatzierung, Gesamtwochen, AuszeichnungChartplatzierungen (Jahr, Titel, Platzierungen, Wochen, Auszeichnungen, Anmerkungen) | Höchstplatzierung, Gesamtwochen, AuszeichnungChartplatzierungen (Jahr, Titel, Platzierungen, Wochen, Auszeichnungen, Anmerkungen) | Höchstplatzierung, Gesamtwochen, AuszeichnungChartplatzierungen (Jahr, Titel, Platzierungen, Wochen, Auszeichnungen, Anmerkungen) | Höchstplatzierung, Gesamtwochen, AuszeichnungChartplatzierungen (Jahr, Titel, Platzierungen, Wochen, Auszeichnungen, Anmerkungen) | Anmerkungen                                                   |
| Jahr | Titel                                                          | DE | AT | CH | UK | US | Anmerkungen                                                   |
| ---- | -------------------------------------------------------------- | --- | --- | --- | --- | --- | ------------------------------------------------------------- |
| 1975 | Michael Bolotin                                                | — | — | — | — | — | Erstveröffentlichung: 1975 als Michael Bolotin                |
| 1976 | Every Day of My Life                                           | — | — | — | — | — | Erstveröffentlichung: 1976 als Michael Bolotin                |
| 1983 | Michael Bolton                                                 | — | — | — | — | US89 Gold · (13 Wo.)US | Erstveröffentlichung: 1983                                    |
| 1985 | Everybody’s Crazy                                              | — | — | — | — | — | Erstveröffentlichung: 1985                                    |
| 1987 | The Hunger                                                     | — | — | — | UK44 (5 Wo.)UK | US46 ×2Doppelplatin · (41 Wo.)US                                                                                                  | Erstveröffentlichung: 22. September 1987                      |
| 1989 | Soul Provider                                                  | DE22 (20 Wo.)DE | AT25 (1 Wo.)AT | CH25 (6 Wo.)CH | UK4 ×4Vierfachplatin · (72 Wo.)UK                                                                                                 | US3 ×6Sechsfachplatin · (202 Wo.)US                                                                                               | Erstveröffentlichung: 19. Juni 1989                           |
| 1991 | Time, Love and Tenderness                                      | DE18 (23 Wo.)DE | AT4 (13 Wo.)AT | CH8 Gold · (19 Wo.)CH | UK2 ×4Vierfachplatin · (57 Wo.)UK                                                                                                 | US1 ×8Achtfachplatin · (149 Wo.)US                                                                                                | Erstveröffentlichung: 23. April 1991                          |
| 1992 | Timeless: The Classics                                         | DE42 (11 Wo.)DE | — | — | UK3 ×3Dreifachplatin · (31 Wo.)UK                                                                                                 | US1 ×4Vierfachplatin · (47 Wo.)US                                                                                                 | Erstveröffentlichung: 29. September 1992                      |
| 1993 | The One Thing                                                  | DE5 Gold · (33 Wo.)DE | AT28 (4 Wo.)AT | CH13 Gold · (20 Wo.)CH | UK4 Platin · (29 Wo.)UK | US3 ×3Dreifachplatin · (45 Wo.)US                                                                                                 | Erstveröffentlichung: 16. November 1993                       |
| 1996 | This Is the Time – The Christmas Album                         | — | — | — | UK93 (1 Wo.)UK | US11 Platin · (15 Wo.)US | Erstveröffentlichung: 1. Oktober 1996                         |
| 1997 | All That Matters                                               | DE70 (4 Wo.)DE | AT30 (6 Wo.)AT | CH42 (4 Wo.)CH | UK20 Gold · (7 Wo.)UK | US39 Gold · (17 Wo.)US | Erstveröffentlichung: 11. November 1997                       |
| 1997 | Christmas in Vienna IV / Merry Christmas from Vienna (US)      | DE61 (3 Wo.)DE | AT16 (4 Wo.)AT | — | — | US192 (2 Wo.)US | Erstveröffentlichung: 1997 mit Plácido Domingo und Ying Huang |
| 1998 | My Secret Passion – The Arias                                  | DE44 (12 Wo.)DE | — | — | UK25 (8 Wo.)UK | US112 (8 Wo.)US | Erstveröffentlichung: 20. Januar 1998                         |
| 1999 | Timeless – The Classics Vol. 2                                 | DE85 (3 Wo.)DE | AT25 (4 Wo.)AT | CH80 (1 Wo.)CH | UK50 (3 Wo.)UK | — | Erstveröffentlichung: 16. November 1999                       |
| 2002 | Only a Woman Like You                                          | DE96 (1 Wo.)DE | — | CH51 (3 Wo.)CH | UK19 (3 Wo.)UK | US36 (6 Wo.)US | Erstveröffentlichung: 23. April 2002                          |
| 2003 | Vintage                                                        | — | — | — | UK23 (2 Wo.)UK | US76 (5 Wo.)US | Erstveröffentlichung: 2. September 2003                       |
| 2005 | Til the End of Forever                                         | — | — | — | — | US128 (1 Wo.)US | Erstveröffentlichung: 13. September 2005                      |
| 2006 | Bolton Swings Sinatra: The Second Time Around                  | — | — | — | UK54 (2 Wo.)UK | US51 (12 Wo.)US | Erstveröffentlichung: 23. Mai 2006                            |
| 2009 | One World One Love                                             | — | — | — | UK19 (3 Wo.)UK | US166 (2 Wo.)US | Erstveröffentlichung: 21. September 2009                      |
| 2011 | Gems: The Duets Collection                                     | DE60 (2 Wo.)DE | AT75 (1 Wo.)AT | — | UK11 Silber · (7 Wo.)UK | US128 (1 Wo.)US | Erstveröffentlichung: 21. Juni 2011                           |
| 2013 | Ain’t No Mountain High Enough: A Tribute to Hitsville U. S. A. | — | — | — | UK19 (4 Wo.)UK | US38 (1 Wo.)US | Erstveröffentlichung: 26. Februar 2013                        |
| 2017 | Songs of Cinema                                                | DE90 (1 Wo.)DE | — | — | UK46 (1 Wo.)UK | US177 (1 Wo.)US | Erstveröffentlichung: 10. Februar 2017                        |
| 2019 | A Symphony of Hits                                             | — | — | — | — | US156 (1 Wo.)US | Erstveröffentlichung: 8. Februar 2019                         |
| 2023 | Spark of Light                                                 | DE75 (1 Wo.)DE | — | CH85 (1 Wo.)CH | — | — | Erstveröffentlichung: 14. Juli 2023                           |

grau schraffiert: keine Chartdaten aus diesem Jahr verfügbar

### Kompilationen
| Jahr | Titel                           | Höchstplatzierung, Gesamtwochen, AuszeichnungChartplatzierungen (Jahr, Titel, Platzierungen, Wochen, Auszeichnungen, Anmerkungen) | Höchstplatzierung, Gesamtwochen, AuszeichnungChartplatzierungen (Jahr, Titel, Platzierungen, Wochen, Auszeichnungen, Anmerkungen) | Höchstplatzierung, Gesamtwochen, AuszeichnungChartplatzierungen (Jahr, Titel, Platzierungen, Wochen, Auszeichnungen, Anmerkungen) | Höchstplatzierung, Gesamtwochen, AuszeichnungChartplatzierungen (Jahr, Titel, Platzierungen, Wochen, Auszeichnungen, Anmerkungen) | Höchstplatzierung, Gesamtwochen, AuszeichnungChartplatzierungen (Jahr, Titel, Platzierungen, Wochen, Auszeichnungen, Anmerkungen) | Anmerkungen                              |
| Jahr | Titel                           | DE | AT | CH | UK | US | Anmerkungen                              |
| ---- | ------------------------------- | --- | --- | --- | --- | --- | ---------------------------------------- |
| 1995 | Greatest Hits: 1985–1995        | DE8 (19 Wo.)DE | AT13 (11 Wo.)AT | CH16 Gold · (14 Wo.)CH | UK2 Platin · (32 Wo.)UK | US5 ×3Dreifachplatin · (42 Wo.)US                                                                                                 | Erstveröffentlichung: 19. September 1995 |
| 2005 | The Very Best of Michael Bolton | — | — | — | UK18 Platin · (12 Wo.)UK | — | Erstveröffentlichung: 15. Oktober 2005   |
| 2009 | The Ultimate                    | — | — | — | UK20 (4 Wo.)UK | — | Erstveröffentlichung: 28. September 2009 |
| 2019 | Gold                            | — | — | — | UK41 (3 Wo.)UK | — | Erstveröffentlichung: 8. November 2019   |

Weitere Kompilationen
- 1991: The Early Years
- 1996: Thinking of You
- 1999: Michael Bolotin – Every Day of My Life (als Michael Bolotin)
- 2000: Warm and Tender Love
- 2001: Love Songs
- 2002: The Essential
- 2004: That’s What Love Is All About
- 2004: Said I Love You... The Best of Michael Bolton
- 2006: Collections
- 2007: Touch You (The Very Best Of)
- 2009: Soul Provider (The Best of Michael Bolton)

## Singles
| Jahr | Titel Album                                           | Höchstplatzierung, Gesamtwochen, AuszeichnungChartplatzierungen (Jahr, Titel, Album, Platzierungen, Wochen, Auszeichnungen, Anmerkungen) | Höchstplatzierung, Gesamtwochen, AuszeichnungChartplatzierungen (Jahr, Titel, Album, Platzierungen, Wochen, Auszeichnungen, Anmerkungen) | Höchstplatzierung, Gesamtwochen, AuszeichnungChartplatzierungen (Jahr, Titel, Album, Platzierungen, Wochen, Auszeichnungen, Anmerkungen) | Höchstplatzierung, Gesamtwochen, AuszeichnungChartplatzierungen (Jahr, Titel, Album, Platzierungen, Wochen, Auszeichnungen, Anmerkungen) | Höchstplatzierung, Gesamtwochen, AuszeichnungChartplatzierungen (Jahr, Titel, Album, Platzierungen, Wochen, Auszeichnungen, Anmerkungen) | Anmerkungen                                                                                                | [↑]: gemeinsam behandelt mit vorhergehendem Eintrag; [←]: in beiden Charts platziert |
| Jahr | Titel Album                                           | DE | AT | CH | UK | US | Anmerkungen                                                                                                |                                                                                      |
| ---- | ----------------------------------------------------- | --- | --- | --- | --- | --- | --- | ------------------------------------------------------------------------------------ |
| 1983 | Fool’s Game Michael Bolton                            | — | — | — | — | US82 (3 Wo.)US | |                                                                                      |
| 1987 | That’s What Love Is All About The Hunger              | — | — | — | — | US19 (25 Wo.)US | Erstveröffentlichung: Dezember 1987 Autoren: Eric Katz, Michael Bolton                                     |                                                                                      |
| 1988 | (Sittin’ On) The Dock of the Bay The Hunger           | — | — | — | UK77 (4 Wo.)UK | US11 (17 Wo.)US | Erstveröffentlichung: Januar 1988 Autoren: Otis Redding, Steve Cropper Original: Otis Redding, 1968        |                                                                                      |
| 1988 | Wait On Love The Hunger                               | — | — | — | — | US79 (6 Wo.)US | Autoren: Michael Bolton, Jonathan Cain                                                                     |                                                                                      |
| 1989 | Soul Provider                                         | — | — | — | UK35 (8 Wo.)UK | US17 (17 Wo.)US | zunächst UK Platz 77 (3 Wochen), Re-Entry 1996 Platz 35 Autoren: Andy Goldmark, Michael Bolton             |                                                                                      |
| 1989 | How Am I Supposed to Live Without You Soul Provider   | DE15 (18 Wo.)DE | AT17 (12 Wo.)AT | — | UK3 Silber · (10 Wo.)UK | US1 (23 Wo.)US | Erstveröffentlichung: 29. Dezember 1989 Autoren: Michael Bolton, Doug James Original: Laura Branigan, 1983 |                                                                                      |
| 1990 | How Can We Be Lovers Soul Provider                    | — | — | — | UK10 (10 Wo.)UK | US3 (18 Wo.)US | Erstveröffentlichung: April 1990 Autoren: Desmond Child, Diane Warren, Michael Bolton                      |                                                                                      |
| 1990 | When I’m Back on My Feet Again Soul Provider          | — | — | — | UK44 (5 Wo.)UK | US7 (19 Wo.)US | Erstveröffentlichung: Juli 1990 Autor: Diane Warren                                                        |                                                                                      |
| 1990 | Georgia on My Mind Soul Provider                      | — | — | — | UK94 (3 Wo.)UK | US36 (10 Wo.)US | Komponist: Hoagy Carmichael Original: Hoagy Carmichael & Orchestra, 1930                                   |                                                                                      |
| 1991 | Love Is a Wonderful Thing Time, Love & Tenderness     | DE40 (20 Wo.)DE | AT26 (3 Wo.)AT | CH28 (1 Wo.)CH | UK23 (8 Wo.)UK | US4 (17 Wo.)US | Erstveröffentlichung: 29. April 1991 Autoren: Andy Goldmark, Michael Bolton                                |                                                                                      |
| 1991 | Time, Love & Tenderness                               | DE74 (4 Wo.)DE | — | — | UK28 (7 Wo.)UK | US7 (18 Wo.)US | Autor: Diane Warren                                                                                        |                                                                                      |
| 1991 | When a Man Loves a Woman Time, Love & Tenderness      | DE52 (12 Wo.)DE | — | — | UK8 (9 Wo.)UK | US1 (18 Wo.)US | Autor und Original: Percy Sledge, 1966                                                                     |                                                                                      |
| 1992 | Missing You Now Time, Love & Tenderness               | — | — | — | UK28 (4 Wo.)UK | US12 (20 Wo.)US | Autoren: D. Warren, M. Bolton, Walter Afanasieff feat. Kenny G                                             |                                                                                      |
| 1992 | Steel Bars Time, Love & Tenderness                    | DE57 (10 Wo.)DE | — | — | UK17 (6 Wo.)UK | — | Autoren: Bob Dylan, Michael Bolton                                                                         |                                                                                      |
| 1992 | To Love Somebody Timeless: The Classics               | DE61 (11 Wo.)DE | — | — | UK16 (6 Wo.)UK | US11 (20 Wo.)US | Autoren: Barry Gibb, Robin Gibb Original: Bee Gees, 1967                                                   |                                                                                      |
| 1992 | Drift Away Timeless: The Classics                     | — | — | — | UK18 (5 Wo.)UK | — | Autor: Mentor Williams Original: Narvel Felts, 1972                                                        |                                                                                      |
| 1993 | Reach Out I’ll Be There Timeless: The Classics        | DE57 (10 Wo.)DE | — | — | UK37 (4 Wo.)UK | — | Autoren: Holland–Dozier–Holland Original: The Four Tops, 1966                                              |                                                                                      |
| 1993 | Said I Loved You … But I Lied The One Thing           | DE51 (18 Wo.)DE | — | — | UK15 (8 Wo.)UK | US6 Gold · (24 Wo.)US | Erstveröffentlichung: 29. Oktober 1993 Autor: Robert John Lange                                            |                                                                                      |
| 1994 | Soul of My Soul The One Thing                         | DE53 (13 Wo.)DE | — | — | UK32 (5 Wo.)UK | — | Autoren: M. Bolton, D. Warren, Walter Afanasieff                                                           |                                                                                      |
| 1994 | Completely The One Thing                              | — | — | — | — | US32 (15 Wo.)US | Autor: Diane Warren                                                                                        |                                                                                      |
| 1994 | Lean on Me The One Thing                              | DE51 (10 Wo.)DE | — | — | UK14 (8 Wo.)UK | — | Autor und Original: Bill Withers, 1972                                                                     |                                                                                      |
| 1995 | Ain’t Got Nothing If You Ain’t Got Love The One Thing | DE98 (1 Wo.)DE | — | — | — | — | Autoren: Michael Bolton, Robert John Lange                                                                 |                                                                                      |
| 1995 | Can I Touch You … There? Greatest Hits: 1985–1995     | DE57 (10 Wo.)DE | — | — | UK6 (9 Wo.)UK | US27 (14 Wo.)US | Erstveröffentlichung: 18. August 1995 Autoren: Michael Bolton, Robert John Lange                           |                                                                                      |
| 1995 | A Love so Beautiful Greatest Hits: 1985–1995          | — | — | — | UK27 (6 Wo.)UK | — | Autoren: Jeff Lynne, Roy Orbison Original: Roy Orbison, 1989                                               |                                                                                      |
| 1996 | I Found Someone Greatest Hits: 1985–1995              | DE93 (2 Wo.)DE | — | — | — | — | Autoren: Mark Mangold, Michael Bolton Original: Laura Branigan, 1986                                       |                                                                                      |
| 1997 | Go the Distance All That Matters                      | — | — | — | UK14 (6 Wo.)UK | US24 Gold · (20 Wo.)US | Musik: Alan Menken, Text: David Zippel vom Soundtrack des Films Hercules                                   |                                                                                      |
| 1997 | The Best of Love All That Matters                     | — | — | —[UK: ↑] | UK14 (6 Wo.)UK | — | Autoren: Babyface, Michael Bolton                                                                          |                                                                                      |
| 2011 | Jack Sparrow Turtleneck & Chain                       | — | — | — | — | US69 (2 Wo.)US | The Lonely Island feat. Michael Bolton                                                                     |                                                                                      |

Weitere Singles
| - 1975: Your Love (als Michael Bolotin) - 1985: Everybody’s Crazy - 1987: The Hunger - 1987: The Genuine Budman - 1991: Quiet Storm Sampler (EP) - 1992: White Christmas - 1995: This River - 1996: Fool for Love (Requiem pour un fou) (mit Johnny Hallyday) - 1996: Love Is the Power - 1996: Silent Night - 1997: A Merry Christmas - 1998: Safe Place from the Storm | - 1998: Nessun dorma! - 1999: Sexual Healing - 1999: Whiter Shade of Pale - 2002: Only a Woman Like You - 2002: Dance with Me - 2003: When I Fall in Love - 2009: Murder My Heart - 2009: Just One Love - 2011: I’m Not Ready (feat. Delta Goodrem) - 2014: Ain’t Nothing Like the Real Thing (mit Sam Bailey) - 2014: Ain’t No Mountain High Enough (feat. Leona Lewis) |

## Videoalben
- 1990: Soul Provider – The Videos (US: Gold)
- 1992: Soul and Passion (US: Platin)
- 1992: This Is Michael Bolton (US: Platin)
- 1995: Greatest Hits: The Videos 1985–1995
- 2005: The Essential
- 2005: Best of Michael Bolton Live
- 2010: Live at the Royal Albert Hall

## Statistik

### Chartauswertung
|                     | DE     | AT    | CH    | UK     | US     |
| ------------------- | ------ | ----- | ----- | ------ | ------ |
| Nummer-eins-Alben   | DE—DE  | AT—AT | CH—CH | UK—UK  | US2US  |
| Top-10-Alben        | DE2DE  | AT1AT | CH1CH | UK5UK  | US5US  |
| Alben in den Charts | DE13DE | AT8AT | CH8CH | UK20UK | US20US |

|                       | DE     | AT    | CH    | UK     | US     |
| --------------------- | ------ | ----- | ----- | ------ | ------ |
| Nummer-eins-Singles   | DE—DE  | AT—AT | CH—CH | UK—UK  | US2US  |
| Top-10-Singles        | DE—DE  | AT—AT | CH—CH | UK4UK  | US7US  |
| Singles in den Charts | DE13DE | AT2AT | CH1CH | UK29UK | US19US |

### Auszeichnungen für Musikverkäufe
| Land/RegionAuszeichnungen für Musikverkäufe (Land/Region, Auszeichnungen, Verkäufe, Quellen) | Silber     | Gold       | Platin       | Verkäufe    | Quellen                                                   |
| -------------------------------------------------------------------------------------------- | ---------- | ---------- | ------------ | ----------- | --------------------------------------------------------- |
| Australien (ARIA)                                                                            | —          | 2× Gold2   | 11× Platin11 | 840.000     | aria.com.au                                               |
| Dänemark (IFPI)                                                                              | —          | Gold1      | —            | —           | ifpi.dk                                                   |
| Deutschland (BVMI)                                                                           | —          | Gold1      | —            | 250.000     | musikindustrie.de                                         |
| Europa (IFPI)                                                                                | —          | —          | 2× Platin2   | (2.000.000) | ifpi.org (Memento vom 1. Januar 2014 im Internet Archive) |
| Frankreich (SNEP)                                                                            | —          | Gold1      | —            | 100.000     | infodisc.fr snepmusique.com                               |
| Italien (FIMI)                                                                               | —          | —          | 3× Platin3   | 300.000     | Einzelnachweise                                           |
| Japan (RIAJ)                                                                                 | —          | 3× Gold3   | —            | 300.000     | riaj.or.jp                                                |
| Kanada (MC)                                                                                  | —          | —          | 25× Platin25 | 2.500.000   | musiccanada.com                                           |
| Neuseeland (RMNZ)                                                                            | —          | Gold1      | 8× Platin8   | 165.000     | aotearoamusiccharts.co.nz NZ2                             |
| Niederlande (NVPI)                                                                           | —          | 2× Gold2   | —            | 100.000     | nvpi.nl                                                   |
| Norwegen (IFPI)                                                                              | —          | Gold1      | —            | 25.000      | ifpi.no                                                   |
| Schweden (IFPI)                                                                              | —          | 3× Gold3   | 3× Platin3   | 330.000     | sverigetopplistan.se                                      |
| Schweiz (IFPI)                                                                               | —          | 3× Gold3   | —            | 75.000      | hitparade.ch                                              |
| Spanien (Promusicae)                                                                         | —          | 5× Gold5   | Platin1      | 350.000     | elportaldemusica.es ES2 ES3                               |
| Vereinigte Staaten (RIAA)                                                                    | —          | 5× Gold5   | 29× Platin29 | 29.250.000  | riaa.com                                                  |
| Vereinigtes Königreich (BPI)                                                                 | 2× Silber2 | Gold1      | 14× Platin14 | 4.560.000   | bpi.co.uk                                                 |
| Insgesamt                                                                                    | 2× Silber2 | 29× Gold29 | 96× Platin96 |             |                                                           |